# Wisteria floribunda
Espèce
Wisteria floribunda, la glycine du Japon, est une espèce de plantes à fleurs de la famille des Fabaceae, ou légumineuses. C'est une plante grimpante ligneuse originaire du Japon,, couramment cultivée comme plante ornementale pour ses longues grappes de fleurs pendantes,.

## Description
Wisteria floribunda est une plante grimpante ligneuse pouvant dépasser 9 mètres de hauteur,. Ses tiges sont volubiles et s'enroulent autour de leur support dans le sens des aiguilles d'une montre,.
Les feuilles sont caduques et imparipennées, et possèdent 11 à 19 folioles, pétiolulées de 4 à 8 cm de long. Celles-ci sont alternes, entières, ovales-elliptiques à ovales-oblongues, acuminées et à base arrondie. Les stipules, à la base des feuilles, sont linéaires et caduques.
Les inflorescences sont des grappes terminales et pendantes de 20 à 50 cm de long (jusqu'à 1 mètre chez la variété macrobotrys,) apparaissant de mai à juillet, après le débourrement des feuilles. Les fleurs, s'épanouissant graduellement à partir de la base, sont généralement faiblement odorantes et de couleur bleu violacé,, bien que certaines variétés puissent produire des fleurs blanches ou roses,.
Les fruits sont de longues gousses pendantes, oblongues et coriaces,, apparaissant en automne et s'ouvrant à maturité le long de deux fentes de déhiscence.

## Distribution géographique
L'espèce est originaire du Japon, et a été introduite en Europe et aux États-Unis vers le milieu du 19e siècle.

## Toxicité
La plante entière, et en particulier les graines, renferment de la wistarine qui les rend toxiques par ingestion,. Plusieurs cas d'intoxication accidentelle aux graines de glycines ont été rapportés, chez des enfants ou même chez des adultes curieux qui pensaient qu'elles étaient comestibles,.
L'intoxication peut être provoquée par l'ingestion d'une demie graine à deux graines chez les enfants, et de 5 à 10 graines chez les adultes,. Les symptômes peuvent apparaître entre 2 heures et 24 heures après ingestion, et persister pendant quelques jours. Ils sont surtout gastro-intestinaux et incluent douleurs abdominales, nausées, vomissements, hématémèse, déshydratation et plus rarement diarrhée,. D'autres symptômes ont été également rapportés, tels que maux de tête, leucocytose, léthargie, vertiges, confusion, diaphorèse et syncope,. Aucun cas de décès ne semble avoir été observé.